# Focaccia messinese
La focaccia messinese, conosciuta anche come  focaccia tradizionale a Messina e provincia, è una specialità tipica della gastronomia messinese. Si caratterizza per un impasto alto, soffice e senza condimento che si cucina in forno a legna in grandi teglie. Tradizionalmente è ricoperta di scarola, pomodoro a pezzi, acciughe e tuma. Condivide gran parte degli ingredienti con il pidone messinese.

## Caratteristiche
Sia la pasta, sia lo spessore, differiscono significativamente rispetto a quelli di una normale pizza. Le origini del prodotto, che verosimilmente all'inizio non prevedeva l'utilizzo del pomodoro, sono probabilmente più antiche, ma si ritiene che la ricetta abbia iniziato ad acquistare una sua fisionomia all'inizio del Novecento, per poi essere stabilizzata dai panificatori messinesi all'inizio del secondo dopoguerra, nella forma in cui è conosciuta attualmente.
Il prodotto è comunemente presente in tutti i panifici e le rosticcerie di Messina ed anche in quelli della sua provincia, oltre a conoscere una discreta diffusione anche nel resto della Sicilia orientale, dove però la ricetta si discosta dal prodotto tipico messinese.
Nella zona dei Nebrodi, in luogo della tuma o della mozzarella, è spesso utilizzata la provola locale, che costituisce un presidio slow food.